# پرچین‌بال‌ها
پرچین‌بال‌ها (نام علمی: Stolidoptera) نام یک سرده از تیره قوش‌بیدان است.